# Jacqueline Taïeb
Jacqueline Taïeb (nascida em 9 de novembro de 1948 em Túnis, no Protetorado Francês da Tunísia) é uma cantora e compositora francesa de origem tunisina. Em 1960, ela alcançou seu maior sucesso como cantora de pop francês e yé-yé na França.

## Biografia
Jacqueline saiu da Tunísia e chegou à França com seus pais aos oito anos. Aos 12 anos, ela começou a compor músicas com seu violão e em 1966 um caçador de talentos a descobriu enquanto Taïeb cantava com os amigos. Quando chegou em Paris, ela assinou contrato com a Impact Records e lançou a música "7 heures du matin" ("7h da manhã" em francês) em 1967, que se tornou seu maior hit francês. Foi eleita a Melhor Iniciante no festival de música inaugural Midem, em Cannes, pela música. Sua música falava sobre uma adolescente entediada que não queria ir à escola naquele dia e sonhava com estrelas do rock como The Who e Paul McCartney.
No início dos anos 70 ela parou de gravar. Em 1988, ela escreveu a música "Ready to Follow You" ("Pronta para te seguir" em inglês), que se tornou um sucesso internacional da cantora americana Dana Dawson. O single vendeu mais de 500.000 cópias e o álbum vendeu 300.000 somente na França.

## Discografia
Músicas
- 1967: "7 heures du matin"
- 1967: "Bienvenue au paga"
- 1967: "Ce soir je m'en vais"
- 1967: "La plus belle chanson"
- 1967: "Bravo"
- 1967: "Juste un peu d'amour"
- 1967: "On roule à 160"
- 1967: "Le cœur au bout des doigts"
- 1967: "Qu'est-ce qu'on se marre à la fac"
- 1967: "La première à gauche"
- 1967: "Bientôt tu l'oublieras"
- 1967: "Le printemps à Paris
- 1967: "La fac des lettres"
- 1969: "Bonjour Brésil"
- 1969: "On la connait"
- 1969: "À chacun sa vie"
- 1969: "Lui"
- 1971: "Il faut choisir"
- 1971: "Pourquoi t'es pas chez toi?"
- 1978: "Printemps à Djerba"
- 1978: "Et la vie"
- 1979: "Maman, jusqu'où tu m'aimes?"
- 1979: "Le p'tit air"
- 1979: "J'suis pas nette"
- 1979: "Qu'est-ce que je peux faire?"
- 1979: "La petite fille amour"
- 1980: "Je cherche quelqu'un"
- 1980: "Dis-moi des bêtises"
- 1983: "Les chanteurs disent la vérité"
- 1983: "J'vais pas pleurer tout l'temps"
- 2005: "Seg chat"
- 2005: "Mon Prince d'Internet"
- 2007: "Partir à Amsterdam"
- 2015: "Peace, Love & Action"